# انقلابی

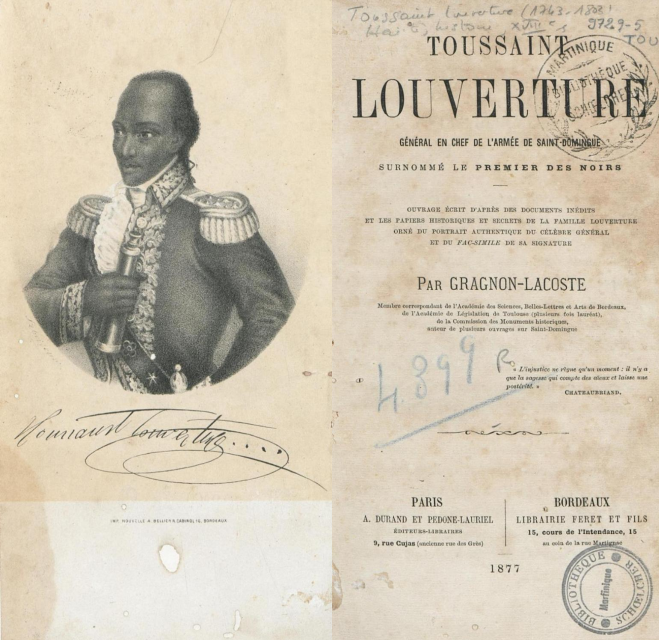
توسن لوورتور (Toussaint Louverture)، ژنرال ارشد ارتش سن-دومینگو (Saint-Domingue)، ملقب به اولین سیاه‌پوستان

انقلابی کسی است که یا فعالانه در یک انقلاب شرکت کند، یا از آن دفاع کند. همچنین وقتی به عنوان صفت استفاده شود، انقلابی به چیزی گفته می‌شود که اثر عمده، ناگهانی بر جامعه یا برخی از جنبه‌های کوشش بشری بگذارد.

## تعریف
این لفظ -چه به صورت اسم و چه صفت-معمولاً به زمینهٔ سیاست اعمال می‌شود، و گاه گاهی در زمینهٔ علم، اختراع یا هنر به کار می‌رود. در سیاست، یک انقلابی کسی است که از تغییر شگرف، سریع و آنی حمایت می‌کند، در حالی‌که یک اصلاح‌طلب کسی است که از تغییر تدریجی‌تر و پله به پله حمایت می‌کند. محافظه‌کار کسی است که عموماً با چنان تغییراتی مخالفت می‌کند. مرتجع کسی است که می‌خواهد چیزها به گونه‌ای که پیش از وقوع تغییر بودند، برگردند.